# La decapitació de Sant Joan Baptista (Caravaggio)
La decapitació de Sant Joan Baptista és una pintura a l'oli del pintor italià Caravaggio. Segons Andrea Pomella a Caravaggio: An Artist through Images (2005), el quadre es considera l'obra mestra de Caravaggio, com també "una de les obres més importants de la pintura occidental."
La imatge mostra l'execució de Joan Baptista, mentre Salomé està dreta amb una plata daurada per rebre el seu cap. Una altra dona, que s'ha identificat com a Heròdies o simplement com una dona que passava que s'adona que l'execució és equivocada, està dreta en estat de xoc mentre un escarceller dona instruccions i el botxí acaba de tallar el cap amb una daga. L'escena, popular entre els artistes italians en genreal i amb el mateix Caravaggio, no està inspirada directament en la Bíblia, sinó en la història tal com s'explica en Llegenda àuria.
És l'única obra de Caravaggio que porta la signatura de l'artista, escrita en el bassal de sang de la gola tallada de Joan Baptista. Hi ha molt espai buit a la imatge, però com que el llenç és gran, les figures són aproximadament de mida natural.
Segons John Varriano a Caravaggio: the Art of Realism (2006), Caravaggio va dibuixar el fons pel quadre a partir d'una descripció d'una presó al codi penal dels Cavallers de Malta. Tal com és propi de les seves pintures finals, el nombre d'objectes i el detall d'aquests és mínim.